# Famille Michelotti
Pour les articles homonymes, voir Michelotti.
 (octobre 2024).
Si vous disposez d'ouvrages ou d'articles de référence ou si vous connaissez des sites web de qualité traitant du thème abordé ici, merci de compléter l'article en donnant les références utiles à sa vérifiabilité et en les liant à la section « Notes et références ».
La famille Michelotti est connue dès 1125 à Pérouse. On trouve trace du mariage de Monalduccia Baglioni avec Vérogino Michelotti vers 1150 à Pérouse.
Le premier connu de la généalogie de la famille Michelotti est Perone Michelozzo-Michelotti, comte di Civitella (1200). Il a trois fils : Michelotto, Ranier, Ciccolino, nés entre 1235 et 1240.
Michelotto a quatre fils : Martinello, Perone, Giovanello, Baldino ou Balduccio da castel Nuovo.
- Martinello a un fils :
  - Arlottolo, qui a cinq enfants :
    - Simoné
    - Andreuccio
    - Ludovico Condottiéri
    - Arlotolo Condottiéri
    - Bianca épouse Pandolfo Baglioni (Condottiéri)
- Perone a trois fils :
  - Téo, qui a trois fils :
    - Roberto, père de :
      - Tinto
      - Monadulccia
      - Margarita épouse d'Annibaldo dei Guidalotti parent de l'assassin de Biordo

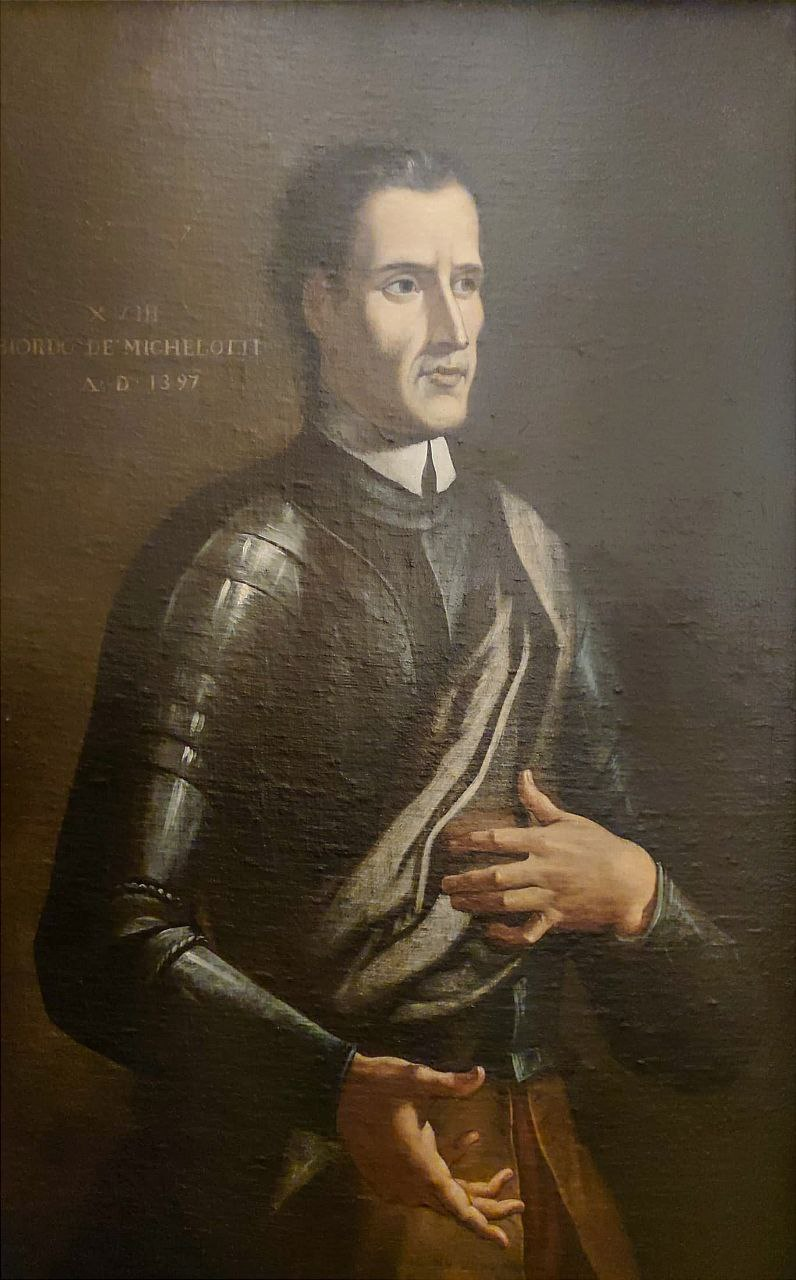
Biordo Michelotti

- -     - Michelozzo (+ le 16 juin 1390), condottieri, qui a six fils :
      - Biordo Michelotti (1352 - 1398) Condottiere, qui épouse Giovanna di Bertoldo Orsini
      - Ceccolino (1353) Condottiere, qui épouse Lodovica di Cante dei Gabrielli, 
        - Antonia fille de Ceccolino épouse Obiano Mariotto, 1re dame de Bianca Visconti épouse Sforza, 
          - Lionello petit fils de Ceccolino.

        - Michelotto fils de Ceccolino branche de Michelotti de Milan.

      - Sighinolfo ou Antonio (1355) condottiere qui épouse Costansa di Giovanni Orsini
      - Egano condottiéri (fondateur de la branche des Michelotti du comté Niçois)
      - Piétro (fondateur de la branche des Micotti)
      - Lodovico, condottieri

    - Federico qui a cinq enfants :
      - Roberto
      - Diana
      - Leonello
      - Aléandro
      - Michelotta

  - Ceccolino, conseiller du légat de Florence, qui a trois enfants :
    - Vana,
    - Alessandro ou Odoardo, évêque d'Assise (1388), de Chiusi (1393), Pérouse (1404) (+1411)
    - Niccolo, père de Marzia, Gaspare fils d'Onesta di Baglione Baglioni. Et Dino père d'Antonio évêque de Pérouse à partir de 1412 (+1434).

  - Ranaldo.
- Giovanello a 2 fils :
  - Michelotto
  - Tinto.

Lors des affrontements entre les Guelfes et les Gibelins, ils sont représentés par les Oddi Baglioni pour les Guelfes et par les Condottieri de Michelozzo Michelotti, vers 1360 avec ses fils Sighinolfo vers 1355, Ceccolino 1353, Biordo 1352-1398, Egano.
Biordo, Condottieri, devenu seigneur de Pérouse (1384), capitaine général de la commune de Florence, est assassiné en 1398 par Don Guidalotti.
À la mort du chef de famille, ses fils Pandolfo vers 1389 et Ludovico vers 1418, aidés de leurs oncles et cousins Nicolo 1375, Michelozzo 1380 reprennent la tête des Gibelins et rencontrent le Pape Clément VI et Louis Ier de Naples duc d'Anjou en vue de placer la commune sous l'autorité pontificale (1384). Entretemps, Pandolfo Baglioni épouse Bianca Michelotti, et avec lui une partie des Baglioni passe sous la coupe des Michelotti.
La pacification entre les deux partis est sacrifiée en proclamant seigneur de la ville Jean-Galéas Visconti, duc de Milan. À ce prix, les Gibelins conservent l'autorité. À la mort de Jean-Galéas Visconti, Catherine Visconti s'empresse de faire la paix avec le pape Boniface IX, auquel elle restitue Pérouse en 1418. La famille Michelotti est bannie de Pérouse et ses biens confisqués. La sœur de Michelozzo, Antonia (+ 07/04/1474), est la première dame de la duchesse Bianca Maria Visconti épouse de François Sforza, duc de Milan.
Une branche des Michelotti s'exile dans le comté niçois ; on retrouve un Melchior Michelotti à Saint-André-de-la-Roche, fils de Claudio et petit-fils de Guillaume, qui épouse la fille de Jean III Chabaud en 1555. La fille de Melchior, Camilla, épouse en 1606 Pierre Thaon, médecin du duc de Savoie, ce qui donne naissance à la branche des Thaon de Revel aujourd'hui à Turin. Une seconde branche s'installe en Toscane a Pontremoli une troisième branche doit changer de nom en raison des recherches engagées contre la famille, se faisant appeler Micotti.
Les Micotti forment une des deux branches de Toscane (Micotti avec Piétro da San Romano di Garfagnana en 1440) et se rangent sous la protection du duc d'Este en occupant des fonctions importantes pour la famille d'Este. La famille s'implante à Camporgiano, Castelnuovo di Garfagnana, Lucques, Vicenza et Bassano.

## Blason
Le blason des Michelotti de Pérouse est coupé au premier de gueules à trois fasces ondées d'argent, au deuxième d'or à la couronne fleuronnée de gueules.
Le blason des Michelotti du comté niçois est d'azur, les meubles sont trois croissants et une bande d'or.